# Goosebumps (canción de Travis Scott)
«Goosebumps» (estilizado en minúsculas como «goosebumps», en español: «la piel de gallina»)  es una canción del rapero Norteamericano Travis Scott, con la voz del también rapero Norteamericano Kendrick Lamar. Fue lanzado el 13 de diciembre de 2016 por Grand Hustle Records y Epic Records como el tercer sencillo de Scott's segundo álbum de estudio Birds in the Trap Sing McKnight.
El 12 de octubre de 2018, la banda sonora de la película The Hate U Give incluyó la canción. Tras el lanzamiento de Scott y su compañero rapero estadounidense y su influencia, el sencillo de Kid Cudi de abril de 2020, "The Scotts", la canción, junto con el sencillo de Scott de agosto de 2018 "Sicko Mode", de su tercer álbum de estudio Astroworld, experimentó un resurgimiento en flujos y ventas, logrando debuts en las listas o nuevos picos en varios países, incluidos Australia, Francia, Alemania, Italia y Suiza.

## Trasfondo
Cuando Travis Scott estaba haciendo una entrevista con Billboard sobre el álbum y cómo se vinculó con Kendrick Lamar para "Goosebumps", dijo:

«Lo conocí en los MTV Video Music Awards un año y se acercó a mí y me dijo: Hombre, jodo con tu música. Es súper tonta e inspiradora". Yo estaba como, vaya, este es el mejor rapero del mundo, ¡jode con mi música! Esa es una de las cosas que me hizo querer seguir trabajando en mi música y tratar de mantenerla porque no soy el nigga de rap más rapero. Ese no soy yo, pero me encanta la música de Kendrick. Realmente amo la música de André. Realmente amo la mierda de 'Ye. Realmente amo la mierda de Jay. Me gustan los raperos. Es simplemente genial que estos tipos vinieran al mundo de La Flame para hacer algunos malos ritmos

## Vídeo musical
El video musical fue lanzado el 3 de abril de 2017 exclusivamente en Apple Music. Fue dirigida por BRTHR, quien también dirigió un video musical similar para "Party Monster" de The Weeknd.

## Recepción
Goosebumps debutó en el número 92 en el Billboard Hot 100 de EE. UU. Durante la semana del 24 de septiembre de 2016. La canción volvió a entrar en la lista varias veces y alcanzó el puesto 32 en la lista, convirtiéndose en su tercer éxito entre los 40 primeros. En enero de 2017 , la canción fue certificada como Oro por la Recording Industry Association of America (RIAA) por ventas de más de 500,000 unidades equivalentes en los Estados Unidos. El 28 de marzo de 2017, Travis anunció que la canción había sido certificada como Platino.

## Presentaciones en vivo
El 21 de enero de 2017, Travis Scott interpretó "Goosebumps" en Jimmy Kimmel Live.

## Posicionamiento en listas

#### Listas semanales
| Listas (2016–2020)                     | Máxima posición |
| -------------------------------------- | --------------- |
| Alemania (Offizielle Deutsche Charts)  | 47              |
| Australia (ARIA)                       | 45              |
| Austria (Ö3 Austria Top 40)            | 39              |
| Canadá (Canadian Hot 100)              | 56              |
| España (PROMUSICAE)                    | 51              |
| Estados Unidos (Billboard Hot 100)     | 32              |
| Estados Unidos (Hot R&B/Hip-Hop Songs) | 21              |
| Estados Unidos (Rhythmic)              | 1               |
| Francia (SNEP)                         | 23              |
| Grecia (IFPI Greece)                   | 79              |
| Irlanda (IRMA)                         | 65              |
| Italia (FIMI)                          | 12              |
| Lituania (AGATA)                       | 39              |
| Países Bajos (Mega Single Top 100)     | 58              |
| Portugal (AFP)                         | 13              |
| Suecia (Sverigetopplistan)             | 46              |
| Suiza (Schweizer Hitparade)            | 32              |
| Reino Unido (UK Singles Chart)         | 65              |

#### Listas de fin de año
| Listas (2017)                                    | Posición |
| ------------------------------------------------ | -------- |
| Estados Unidos Billboard Hot 100                 | 68       |
| Estados Unidos Hot R&B/Hip-Hop Songs (Billboard) | 60       |
| Estados Unidos Rhythmic (Billboard)              | 30       |
| Listas (2018)                                    | Posición |
| Portugal (AFP)                                   | 102      |
| Listas (2019)                                    | Posición |
| Portugal (AFP)                                   | 128      |

## Hvme Remix
Debido a su éxito y creciente popularidad, la versión de HVME se lanzó oficialmente con la aprobación de Travis Scott el 15 de enero de 2021. El remix debutó en el número 85 y más tarde alcanzó el número 47 en el Billboard Hot 100. También alcanzó el número uno en la lista Billboard Hot Dance/Electronic Songs. 

### Posicionamiento en listas
| Listas (2021)                               | Máxima posición |
| ------------------------------------------- | --------------- |
| Australia (ARIA)                            | 5               |
| Canadá (Canadian Hot 100)                   | 10              |
| CEI (Tophit)                                | 14              |
| España (PROMUSICAE)                         | 51              |
| Estados Unidos (Billboard Hot 100)          | 47              |
| Estados Unidos (Hot Dance/Electronic Songs) | 1               |
| Estados Unidos (Mainstream Top 40)          | 14              |
| Estados Unidos (Rhythmic)                   | 33              |
| Francia (SNEP)                              | 10              |
| Global 200 (Billboard)                      | 15              |
| Grecia IFPI)                                | 13              |
| Hungría (Single Top 40)                     | 33              |
| Hungría (Stream Top 40)                     | 9               |
| Islandia (Plötutíðindi)                     | 24              |
| India (IMI)                                 | 14              |
| Irlanda (IRMA)                              | 4               |
| Lituania(AGATA)                             | 17              |
| México Mexico Airplay (Billboard)           | 36              |
| Nueva Zelanda (Recorded Music NZ)           | 22              |
| Polonia (Polish Airplay Top 100)            | 98              |
| Reino Unido (UK Singles Chart)              | 8               |
| Sudáfrica (RISA)                            | 6               |

## Otras versiones
En 2017, Jon Z y Ele A el Dominio lanzaron su versión en español, que cosechó más de 100 millones de visualizaciones en YouTube. En ese año, también, DrefQuila y Akapellah, publicaron una versión que superó las 8 millones de visualizaciones.
La cantante Skylar Grey lanzó una versión de la canción con un nuevo ritmo el 29 de mayo de 2020.